# Raymonde Vandekerkhove
Raymonde Vandekerkhove (Brussel, 11 mei 1929 - Zwijnaarde 12 juni 2020),  was een Vlaams auteur. Ze schreef werken voor de jeugd, die in romanvorm veel informatie geven over maatschappelijke toestanden in landen als Polen, Peru en Haïti. Het thema van de armoede komt hierin regelmatig voor.

## Gepubliceerd werk
- Een lied voor Polen, Vlaamse Filmpjes nr. 1535 (1983)
- Herrie op het negereiland, Hilversum/Antwerpen, De Koofschep, Pantheonreeks nr. 33 (1990), 39 p. ISBN 978-90-6406-186-8
- De weg naar vrijheid, Hilversum/Antwerpen, De Koofschep, Pantheonreeks nr. 31 (1990), 36 p. ISBN 90-6406-185-8
- We halen Bram af. Hilversum/Antwerpen, De Koofschep, ISBN 978-90-6406-220-9

## Citaten
(verzameld door Gerd De Ley)
- Beter een eigenzinnige kat dan een vleiende rat
- Een bloem op de tafel verbergt soms de rafel